# Lúcio Postúmio Albino (cônsul em 154 a.C.)
Lúcio Postúmio Albino (m. 154 a.C.; em latim: Lucius Postumius Albinus) foi um político da gente Postúmia da República Romana eleito cônsul em 154 a.C. com Quinto Opímio. Aparentemente era filho de Lúcio Postúmio Albino, cônsul em 173 a.C..

## Carreira
Em 168 a.C., foi nomeado flâmine marcial e foi pretor em 158 e 157 a.C..
Albino foi eleito edil curul em 161 a.C. e participou dos Jogos Megalenses, no qual estreou a peça "Eunuchus", de Terêncio. Em 154 a.C., foi eleito cônsul, mas morreu apenas sete dias depois, a caminho de sua província, aparentemente envenenado por sua esposa. Mânio Acílio Glabrião foi nomeado cônsul sufecto em seu lugar.